# Occidryas sierra
Occidryas sierra är en fjärilsart som beskrevs av Wright 1906. Occidryas sierra ingår i släktet Occidryas och familjen praktfjärilar. Inga underarter finns listade i Catalogue of Life.